# Anne-Claude Luisier
Pour les articles homonymes, voir Luisier.
Anne-Claude Luisier, née le 1er mai 1967 dans le canton du Valais, est une entrepreneuse suisse, lauréate du prix de la femme entrepreneur de l'année en 2010 (prix suisse).

## Biographie
Anne-Claude Luisier obtient son diplôme en ingénierie des denrées alimentaires à l'École polytechnique fédérale de Zurich. Elle rejoint ensuite Nestlé et devient la première femme en Suisse à occuper un poste d’ingénieure de production dans l’usine d'Orbe. 
Par la suite, elle enseigne notamment à l'école-club Migros, au lycée-collège de l'Abbaye de Saint-Maurice en tant que professeur auxiliaire de biologie et chimie, puis à la Haute École spécialisée de Suisse occidentale Valais, où elle participe à un groupe de recherche en évaluation sensorielle. 
Elle est experte auprès du magazine suisse Planète santé. Les travaux issus de la thèse sur le goût et la néophobie vis à vis des aliments chez les personnes atteintes d'un trouble du spectre autistique ont également été diffusés dans le milieu francophone,. Ses travaux sont également cités dans les recherches en neurosciences du CNRS et d'autres ouvrages spécialisés, et ont été présentés au grand public dans différents médias,. 
Elle est l'auteur d'une thèse de doctorat soutenue à l'Université de Lyon en 2017, intitulée Perception visuelle et olfactive chez les enfants avec un trouble du spectre de l’autisme, implications sur l’acceptation des aliments.

### Entrepreneuriat
Elle crée son entreprise, SensoCreativ Sarl en 2007. SensoCreativ prodigue des conseils dans l’élaboration de tests sensoriels, de nouveaux produits alimentaires et d’outils de promotion pour une alimentation alliant santé et plaisir. Elle lance la Fondation Senso5 en 2012. L’objectif principal de la fondation est d’agir dans le domaine de la promotion de la santé afin de développer un rapport sain à l’alimentation,.

### Autres mandats
Anne-Claude Luisier est élue au conseil d'administration de Raiffeisen Suisse le 12 juin 2010 à Neuchâtel. Elle est membre de la commission stratégique et des finances. Elle annonce sa démission lors de la séance du 10 décembre 2015 pour des raisons de santé. En 2018, elle est citée comme faisant partie de l'équipe qui aurait dû donner l'alerte et « contrôler l'activité déployée alors par le directeur général du 3ème groupe bancaire helvétique », aux côtés de personnalités telles que l'entrepreneur Werner Zollinger et l'ancienne conseillère d'État zurichoise Rita Fuhrer,.

### Vie privée
Elle est mère de trois enfants.

## Publications
- « Le Vin révélé par les sens », Market Management: Marketing and Communications, cairn.info,‎ 2008 (lire en ligne)
- (en) « A food education programme for children with and without special needs – a multidisciplinary action research project », sur www.researchgate.net, septembre 2015 (consulté le 17 juin 2016)
- (en) « Odor Perception in Children with Autism Spectrum Disorder and its Relationship to Food Neophobia », Frontiers in Pscyhology,‎ 1er décembre 2015 (lire en ligne)
- « Construction et évaluation de moyens pédagogiques d'éducation à l'alimentation - Rapport de projet », sur www.researchgate.net, 11 février 2012 (consulté le 17 juin 2016)
- Anne-Claude Luisier, Annick Clerc Bérod, Moustafa Bensafi et Geneviève Petitpierre, L’éducation à l’alimentation dans le trouble du spectre de l’autisme, Enfance, 2019 (lire en ligne)